# Diffrazione di Fresnel
In ottica, si dice diffrazione di Fresnel il processo di diffrazione di un'onda, nel caso in cui il piano di osservazione sia a distanza dell'ordine o più piccola dell'ampiezza della fenditura. Questo regime di propagazione è caratterizzato da un numero di Fresnel prossimo ad 1. 
All'aumentare della distanza fra la fenditura ed il piano di osservazione, il termine di fase quadratico presente nell'integrale di propagazione di Fresnel, diventa trascurabile per qualsiasi valore di curvatura del fronte d'onda. In questo modo nel punto di osservazione, le onde diffratte si possono considerare come piane e la diffrazione di Fraunhofer diventa la migliore approssimazione per la propagazione ottica. 
Questo fenomeno fisico prende il nome dal fisico francese Augustin-Jean Fresnel studioso di ottica e dei principali fenomeni quali la rifrazione, riflessione, diffrazione e noto anche per la Lente di Fresnel.
La diffrazione di Fresnel dovuta a un insieme di dentellature periodiche su una lastra può essere utilizzata per produrre una riflessione: quest'effetto è alla base degli specchi atomici.